# Emilia Mendieta
Emilia Mendieta (nacida el 4 de febrero de 1988) es una exfutbolista argentina que jugaba como delantera. Fue internacional con la selección argentina en múltiples ocasiones, incluyendo la Copa Mundial de 2007 y los Juegos Olímpicos de 2008.

## Trayectoria
Se inició en el fútbol jugando en la Liga Regional de Laboulaye en la Provincia de Córdoba. Posteriormente formó parte de River Plate y fue campeona en los torneos Clausura 2009 y Clausura 2010 de la Primera División A.

## Selección nacional
Fue parte de la selección femenina argentina de fútbol que disputó la Copa Mundial de 2007. También participó con el seleccionado en el Juegos Olímpicos de Pekín en 2008 y en los Juegos Panamericanos de 2011.
Con la selección juvenil participó de las Copas Mundiales Sub-20 de Rusia 2006 y Chile 2008.

### Participaciones en Copas del Mundo
| Torneo               | Sede  | Resultado    | Partidos | Goles | Asistencias |
| -------------------- | ----- | ------------ | -------- | ----- | ----------- |
| Copa Mundial de 2007 | China | Primera fase | 2        | 0     | 0           |

## Fútbol sala
También integró la Selección femenina de fútbol sala de Argentina. Fue convocada para participar del Sudamericano Femenino de Futsal 2015 y también recibió la convocatoria para el Sudamericano de 2017, pero a último momento una lesión muscular la dejó fuera del evento.
A nivel local fue campeona con Racing Club de la Supercopa de futsal 2017 marcando cuatro goles en la final del torneo. Posteriormente pasó a jugar en el Bisceglie Femminile disputando la serie A2 en Italia.